# Álvaro Corcuera

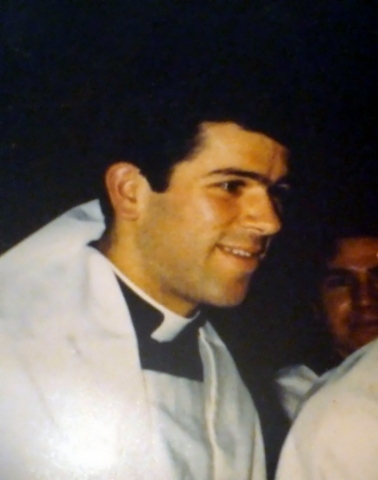
Álvaro Corcuera (1985/86)

Álvaro Corcuera Martínez del Río LC (* 22. Juli 1957 in Mexiko-Stadt, Mexiko; † 30. Juni 2014 ebenda) war ein katholischer Priester und von 2005 bis 2014 Generaloberer der Kongregation der Legionäre Christi (LC).

## Leben
Álvaro Corcuera besuchte die Irische Schule in Mexiko-Stadt. 1969 ging er zum Besuch einer Sprachakademie (später bekannt als „Dublin Oak“) nach Irland, wo sich die Führungsriege um den Ordensgründer der Legionäre Christi Marcial Maciel zusammenfand. 1971 wurde er Gründungsmitglied der von Maciel ins Leben gerufenen internationalen Jugendorganisation ECYD (Educación, Cultura y Deporte). 1974 schloss er sich dem Apostolatswerk Regnum Christi als konsekriertes Laienmitglied an. Er studierte von 1975 bis 1979 Erziehungswissenschaften an der mexikanischen Universidad Anáhuac. 1979 trat er der Ordensgemeinschaft der Legionäre Christi bei und studierte Katholische Theologie und Philosophie an der Päpstlichen Universität Gregoriana und an der Päpstlichen Universität Heiliger Thomas von Aquin (Angelicum) in Rom.
1985 empfing er durch Bischof Santos Abril y Castelló, den damaligen Apostolischen Nuntius in Bolivien, die Diakonenweihe, am 24. Dezember 1985 empfing er in der Basilika Unserer Lieben Frau von Guadalupe in Rom durch Kurienkardinal Eduardo Martínez Somalo die Priesterweihe.
Álvaro Corcuera war anschließend Rektor des ordenseigenen Zentrums für höhere Studien in Rom, ab 1987 Regens des Priesterseminars der Legionäre Christi in Rom und von 1993 bis 2000 erster Rektor der neu errichteten Ordensuniversität Regina Apostolorum in Rom. Zudem war er Sekretär der Rektorenkonferenz der Päpstlichen Hochschulen in Rom. 2001 wurde er zum Konsultor der Kongregation für die Bischöfe ernannt.
Im Januar 2005 wählte ihn das dritte ordentliche Generalkapitel der Kongregation als Nachfolger des Ordensgründers Marcial Maciel zum Generaldirektor der Kongregation der Legionäre Christi und der Apostolatsbewegung Regnum Christi. Nachdem bereits seit den 1990er Jahren Gerüchte über Maciels Lebenswandel kursierten, begannen nach dessen Tod unter Papst Benedikt XVI. die vatikanischen Ermittlungen gegen seine engere Umgebung, was zu einer fundamentalen Krise innerhalb der Gemeinschaft führte. Nach einer Apostolischen Visitation 2009/2010 musste Corcuera sein Amt unter der Kontrolle des zum Päpstlichen Delegaten bestellten Visitators Velasio De Paolis ausüben, der 2010 zum Kardinal erhoben wurde. Im Februar 2012 kam es auf Anordnung des Kardinals zur Neubesetzung zahlreicher Führungsämter. Corcuera war zu dieser Zeit bereits an einem Hirntumor erkrankt und bald nur noch bedingt einsetzbar.
Zum 15. Oktober 2012 übergab Corcuera die Leitung der Legionäre Christi und des Regnum Christi aufgrund seiner Erkrankung an seinen im Februar desselben Jahres ernannten Stellvertreter, den Generalvikar Sylvester Heereman, der die Gemeinschaften nun als kommissarischer Generaldirektor leitete. Nach der Wahl eines neuen Generaloberen durch das außerordentliche Generalkapitel im Januar 2014 legte Corcuera sein Amt am 6. Februar 2014 auch formell nieder und die Leitung der Legionäre Christi und des Regnum Christi übernahm der neu gewählte Generaldirektor Eduardo Robles-Gil Orvañanos. Am 30. Juni 2014 erlag Corcuera in Mexiko-Stadt seinem Krebsleiden.

## Ehrungen und Auszeichnungen
- Ehrendoktorwürde der Universidad Anáhuac (1999)